# أندرياس ميهالي
أندرياس ميهالي (بالمجرية: Mihály András)‏ هو أستاذ جامعي وملحن مجري، ولد في 6 نوفمبر 1917 في بودابست في المجر، وتوفي بنفس المكان في 19 سبتمبر 1993.

## وصلات خارجية
- أندرياس ميهالي على موقع IMDb (الإنجليزية)
- أندرياس ميهالي على موقع ميوزك برينز (الإنجليزية)
- أندرياس ميهالي على موقع أول ميوزيك (الإنجليزية)
- أندرياس ميهالي على موقع ديسكوغز (الإنجليزية)
- أندرياس ميهالي على موقع قاعدة بيانات الفيلم (الإنجليزية)